# Aparicio Méndez

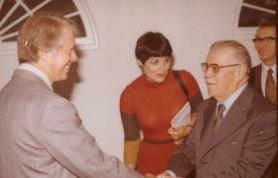
Méndez (rechts) mit Jimmy Carter

Aparicio Méndez Manfredini (* 24. August 1904 in Rivera, Uruguay; † 26. Juni 1988 in Montevideo) war ein uruguayischer Politiker und von 1976 bis 1981 Präsident seines Landes. Er war Mitglied des Partido Nacional, der die Interessen der ländlichen Regionen vertritt, aus der Méndez selbst stammte.

## Leben
Méndez studierte Rechtswissenschaften an der Universidad de la República und war ein Experte für Verwaltungsrecht und vom 13. April 1961 bis zum 16. Juni 1964 Gesundheitsminister seines Landes.
Nach dem Militärputsch war Méndez einer der zivilen Mitglieder des Consejo de Estado und wurde 1976 zum Präsidenten gewählt. Eine der ersten Amtshandlungen seiner Regierung war der Entzug der staatsbürgerlichen Rechte aller Personen, die an dem politischen Geschehen zwischen 1966 und 1973 beteiligt waren. Die Zahl der politischen Gefangenen betrug 1976 etwa 6.000.
Eine Vorlage für eine neue Verfassung wurde allerdings am 30. November 1980 von 57,2 % der Wahlberechtigten abgelehnt. Im September 1981 trat der als gemäßigt geltende General Gregorio Álvarez Armelino die Nachfolge als Präsident an.